# Bogdaschkino (Uljanowsk, Tscherdakly)
Bogdaschkino (russisch Богда́шкино) ist ein Dorf (selo) im Rajon Tscherdakly der Oblast Uljanowsk in Russland mit 526 Einwohnern (Stand 14. Oktober 2010).

## Geographie
Bogdaschkino liegt östlich der Wolga, am Oberlauf des in den Kuibyschewer Stausee der Wolga mündenden Baches Uren. Das Dorf befindet sich 16 Kilometer östlich des Rajonverwaltungszentrums, der Siedlung städtischen Typs Tscherdakly und etwa 45 Kilometer östlich des Zentrums der Oblasthauptstadt Uljanowsk.
Die Mehrzahl der Einwohner von Bogdaschkino sind Deutsche. Der Ort ist Verwaltungssitz der Landgemeinde Bogdaschkinskoje selskoje posselenije, zu der noch die umliegenden kleineren Dörfer Nowoje Matjuschkino, Petrowskoje, Staroje Matjuschkino und Woikino sowie die Siedlung bei der Bahnstation Urenbasch gehören.

## Geschichte
Aus Kasachstan und den früheren mittelasiatischen Sowjetrepubliken nach Russland übergesiedelte Deutsche begannen sich ab 1989 in Bogdaschkino niederzulassen. In den 1990er-Jahren sollte ein russlanddeutsches „Musterdorf“ entstehen. Es erhielt den Status einer „deutschen nationalen Siedlung“, der später wieder aufgehoben wurde.

## Wirtschaft und Infrastruktur
In den 1990er-Jahren wurden die landwirtschaftlichen Firmen Freundstadt und Wiedergeburt gegründet sowie eine Käserei errichtet.
Es besteht Straßenverbindung nach Tscherdakly, durch das die Fernstraße R178 Saransk − Uljanowsk − Dimitrowgrad – Samara verläuft. In Tscherdakly befindet sich auch ein Bahnhof an der Eisenbahnstrecke von Insa über Uljanowsk nach Tschischmy und weiter nach Ufa (frühere Wolga-Bugulma-Eisenbahn; Streckenkilometer 927 ab Moskau). Näher zum Dorf liegt an derselben Strecke noch der Haltepunkt Urenbasch.